# Bronisław Wędziagolski
Bronisław Wędziagolski (ur. 8 sierpnia 1875 w Jaworowie, zm. 1941 w ZSRR) – pułkownik piechoty Wojska Polskiego, polityk, poseł na Sejm Litwy Środkowej oraz na Sejm I i III kadencji w II RP.

## Życiorys
Urodził się w majątku Jaworów, w ówczesnym powiecie wileńskim guberni wileńskiej, w rodzinie Michała (1848-1923) i Karoliny z Sosonków (1851-1944). Był bratem Pawła (1883–1929), architekta i Karola (1885–1974), działacza niepodległościowego. 
Oficer armii carskiej, absolwent szkoły wojskowej w Kazaniu i akademii wojskowej w Petersburgu. W stopniu podpułkownika wziął udział w I wojnie światowej jako intendent 4 Syberyjskiej Dywizji Strzelców, a następnie w wojnie domowej w Rosji po stronie Białych. Wstąpił do dywizji Żeligowskiego i wraz z nią opuścił Rosję. Następnie oficer Błękitnej Armii gen. Hallera. Brał udział w wojnie polsko-bolszewickiej w 1920. Od 12 listopada 1919 roku do 23 maja 1920 roku dowodził lidzkim pułkiem strzelców, później przemianowanym na 76 pułk piechoty. Następnie dowodził III Brygadą Piechoty Litewsko-Białoruskiej. W 1921 roku pełnił służbę w Naczelnym Dowództwie Wojska Litwy Środkowej na stanowisku szefa Naczelnej Kontroli.
3 maja 1922 roku został zweryfikowany w stopniu pułkownika ze starszeństwem z dniem 1 czerwca 1919 roku i 47. lokatą w korpusie oficerów piechoty. 10 lipca 1922 roku został przeniesiony z Rezerwy Oficerów Sztabowych Dowództwa Okręgu Korpusu Nr III na stanowisko oficera łącznikowego przy Delegacie Rządu w Wilnie. Był wówczas oficerem nadetatowym 76 pułku piechoty w Grodnie. Z dniem 28 listopada 1922 został przeniesiony w stan nieczynny „na czas sprawowania mandatu poselskiego w Sejmie RP I kadencji”. W tym charakterze, jako pułkownik 76 pułku piechoty, pozostawał w kolejnych latach. Mandat posła otrzymał z ramienia PSL „Piast”. Z dniem 29 listopada 1927 został powołany ze stanu nieczynnego z równoczesnym przeniesieniem do kadry oficerów piechoty i oddaniem do dyspozycji szefa Departamentu Piechoty Ministerstwa Spraw Wojskowych. Z dniem 30 listopada 1927 został przeniesiony w stan spoczynku. W tym samym roku został członkiem Krajowego Stronnictwa Ludowego Ziem Litewsko-Białoruskich – „Zjednoczenie”. Zamieszkiwał wówczas w Wilnie. W 1934 jako emerytowany pułkownik był przydzielony do Oficerskiej Kadry Okręgowej nr III jako oficer przewidziany do użycia w czasie wojny i pozostawał wówczas w ewidencji Powiatowej Komendy Uzupełnień Wilno Miasto. Później był politykiem Kresowego Stronnictwa Chłopskiego. Uzyskał mandat posła na Sejm III kadencji z ramienia BBWR. 
27 września 1939 został aresztowany przez organa NKWD Zachodniej Białorusi, a 12 maja 1941 skazany.

## Ordery i odznaczenia
- Order Świętego Włodzimierza 4 stopnia z mieczami i kokardą – 10 sierpnia 1915[3]
- Order Świętej Anny 2 stopnia z mieczami – 1915[3]
- Order Świętego Stanisława 2 stopnia (miecze do orderu 29 stycznia 1915)[3]